# Курашвили, Георгий Гаврилович
Георгий Гаврилович Курашвили (7 января 1900 года, с. Накуралеши, Лечхумский уезд, Кутаисская губерния — 24 июня 1978 года, Тбилиси) — советский военный деятель, генерал-майор (22 февраля 1944 года).

## Начальная биография
Георгий Гаврилович Курашвили родился 7 января 1900 года в селе Накуралеши Лечхумского уезда Кутаисской губернии.
Работал батраком у кулака Бенидзе в Сочи.
С октября 1918 года находился в сочинской тюрьме из-за политической деятельности. После освобождения в апреле 1919 года вернулся на родину.

## Военная служба

### Гражданская война
15 апреля 1921 года призван в ряды РККА и направлен в 3-й Грузинский стрелковый полк, где назначен на должность политрука роты, после чего в период с мая по июнь 1921 года принимал участие в подавлении восстания в Нижней Сванетии, а в сентябре — октябре 1922 года — в боевых действиях против войск под командованием К. И. Чолокашвили.
В декабре 1922 года направлен на учёбу в Грузинскую объединённую пехотную школу, где в марте 1923 года назначен командиром отделения, а в октябре — политруком. В феврале — апреле 1923 года принимал участие в боевых действиях против меньшевиков в Гурии, а в августе — сентябре 1924 года — в походе в Западную Грузию.

### Межвоенное время
После окончания школы Курашвили в сентябре 1924 года направлен во 2-ю Грузинскую стрелковую дивизию, где служил на должности командира взвода в составе 5-го Грузинского стрелкового полка, а с августа 1926 года — на должностях командира роты и батальона в 6-м Грузинском стрелковом полку.
В сентябре 1932 года направлен на учёбу в Военную академию имени М. В. Фрунзе, после окончания которой в ноябре 1936 года направлен в штаб Закавказского военного округа, где служил на должностях помощника начальника и начальника 5-го отдела.
14 июня 1937 года назначен на должность командира 117-го стрелкового полка (23-я стрелковая дивизия, Харьковский военный округ), дислоцированного в Ахтырке, в августе 1939 года — на должность начальника штаба, а в декабре 1940 года — на должность заместителя командира 23-й стрелковой дивизии, находясь на которой, принимал участие в ходе похода в Западную Украину, а летом 1940 года — в присоединении Прибалтики к СССР. В июле 1940 года дивизия была включена в состав Прибалтийского военного округа.

### Великая Отечественная война
С началом войны Курашвили находился на прежней должности. 23-я стрелковая дивизия вела оборонительные боевые действия в районе Каунаса и Вильнюса, а затем отступала по направлению на Себеж и Невель.
В августе 1941 года полковник Г. Г. Курашвили назначен на должность начальника штаба 188-й стрелковой дивизии, которая вела боевые действия в районе Пскова и на старорусском направлении. В сентябре был ранен, после чего лечился в госпитале.
По выздоровлении в октябре назначен на должность командира 143-й курсантской стрелковой бригады, которая была направлена на Крымский фронт, где 25 апреля 1942 года Курашвили был ранен и контужен, после чего лечился в госпитале.
По выздоровлении 22 июля 1942 года назначен заместителем командующего 46-й армии, однако в августе переведён на должность командира 242-й горнострелковой дивизии, которая участвовала в боевых действиях в Кавказских горах, а в январе 1943 года была передислоцирована в район Туапсе, после чего действовала в районе Геленджика и Новороссийска. С апреля Курашвили находился на лечении в госпитале.
По выздоровлении 19 июня 1943 года назначен на должность командира 414-й стрелковой дивизии, дислоцированной на побережье Азовского моря и затем участвовавшей в ходе Новороссийско-Таманской операции, освобождении Новороссийска, Анапы, станицы Анапская и Таманского полуострова. С 20 ноября дивизия выполняла задачи по охране Таманского побережья на рубеже Приморский — озеро Солёное. С 28 декабря 1943 года полковник Курашвили сдал командование полковнику С. А. Беручашвили, после чего лечился в госпитале по болезни.
После выздоровления в ноябре 1944 года назначен на должность старшего инспектора Инспекции пехоты Красной армии при НКО СССР.

### Послевоенная карьера
После окончания войны находился на прежней должности.
В июне 1946 года назначен на должность старшего инспектора Инспекции стрелковых войск Главной инспекции Сухопутных войск, в августе 1947 года — на должность начальника военной кафедры Тбилисского государственного университета, в августе 1949 года — на должность республиканского военного комиссара Грузинской ССР, а в июне 1952 года — на должность военного комиссара Николаевского областного военного комиссариата.
Генерал-майор Георгий Гаврилович Курашвили 11 февраля 1958 года вышел в отставку. Умер 24 июня 1978 года в Тбилиси.

## Награды
- Орден Ленина (21.02.1945);
- Три ордена Красного Знамени (13.12.1942, 03.11.1944, 17.05.1951);
- Орден Суворова 2 степени (25.10.1943)
- Орден Трудового Красного Знамени Грузинской ССР (.01.1031);
- Медали.